# ロッド・レーバー・アリーナ
ロッド・レーバー・アリーナ（Rod Laver Arena）はオーストラリア・ビクトリア州・メルボルンのメルボルン・パークにある屋内競技場。2000年1月にオーストラリアの伝説的プレーヤー、ロッド・レーバーを称えて、現在の名称になった。収容人数は最大14,820人。全豪オープンのセンターコートでもある。
同アリーナはほかにメルボルン・アリーナやマーガレット・コート・アリーナをはじめ、メルボルンパークテニスセンターの他、コンサートやモータースポーツのスーパークロスなど対応できる。また、2007年3月には世界水泳選手権のために、仮設プールを設けた。
1995年にはMusikantenstadlのオーストラリア公演、2000年にはWCWを開催し、2006年コモンウェルスゲームズ会場のひとつでもあった。

## 外部サイト
- 公式サイト

座標: 南緯37度49分18秒 東経144度58分43秒 / 南緯37.8215694度 東経144.9785194度